# 산조 기미요시
산조 기미요시(일본어: 三条公美, 1875년 5월 8일 ~ 1914년 1월 30일)는 일본 제국의 화족이다. 사향간지후(麝香間祗候) 대우를 받았으며, 귀족원 공작 의원을 역임했다.

## 생애
태정대신 산조 사네토미와 다카쓰카사 하루코(鷹司治子)의 차남으로 태어났다. 1882년 분가(分家)하여 화족의 반열에 들었고, 1884년 7월 8일에 남작에 서임되었다. 1886년 8월, 히가시산조(東三条)로 개성(改姓)했지만, 같은 해 10월 16일에 사촌 산조 긴아야(三条公恭)가 폐적됨에 따라 본가인 산조 가문에 복적되어 다시 산조로 성씨를 바꿨다.
아버지 사네코미의 사후인 1891년 3월 7일에 공작위를 습작했다. 1900년 4월 26일, 만 25세가 되면서 귀족원 공작 위원에 취임하였고, 사망할 때까지 재임한다. 아버지로부터 물려받은 유산은 많지 않았고, 작위를 습작한 시점에선 마차를 유지할 수 없을 정도로 가세가 기울어져 있었다. 이 상황을 보고 산조 가문에 은의(恩義)가 있는 오자키 사부로(尾崎三良)가 야마가타 아리토모에게 흥정하여 궁내성으로부터 5만 엔의 공채를 이끌어내는데 성공했고, 공채의 이자로 마차의 유지가 가능해졌다. 그 후, 기미요시의 검약과 택지 가격의 상승으로 산조 가문은 1907년 무렵까지 자산을 5배 가량 증식시켰다.
1914년 궁중의 와카 발표회인 우타고카이하지메(歌御会始)의 어제(御製) 시독사 대기(読師控)를 맡았다.

## 가족 관계
- (부) 산조 사네토미(三条実美)
- (모) 다카쓰카사 하루코(鷹司治子) - 다카쓰카사 스케히로(鷹司輔煕)의 딸
- (부인) 마쓰다이라 지요코(松平千代子) - 마쓰다이라 슌가쿠(松平春嶽)의 딸
- (장남) 산조 사네츠기(三条実嗣)
- (장녀) 센고쿠 기미코(仙石喜美子) - 센고쿠 히사히데(仙石久英) 자작 부인
- (차녀) 나가이 츠야코(永井艶子) - 나가이 나오쿠니(永井直邦) 자작 부인
- (차남) 산조 사네노리(三条実憲) - 공작
- (삼녀) 시마즈 야스코(島津泰子) - 시마즈 타다츠구(島津忠承) 공작 부인
- 형제
  - 간인노미야 고토히토 친왕비 치에코(閑院宮載仁親王妃智恵子)
  - 모리 미사코(毛利美佐子) - 모리 모토아키라(毛利元昭) 공작 부인
  - 산조 긴테루(三条公輝) 공작
  - 가와바타 사네히데(河鰭実英) 자작

| 전임 산조 사네토미 | 제32대 덴보린 산조가 당주 1891년 ~ 1914년 | 후임 산조 사네노리 |

| 전임 산조 사네토미 | 제2대 산조 공작가 당주 1891년 ~ 1914년 | 후임 산조 사네노리 |

|  | 제1대 히가시산조 남작가 당주 1884년 ~ 1886년 | 후임 히가시산조 사네토시 |